# Parang, Maguindanao del Norte
Parang là một đô thị hạng 1 ở tỉnh Maguindanao, Philippines. phía bắc giáp Matanog, phía tây giáp Barira và Buldon, phía nam giáp Sultan Kudarat. 

## Các đơn vị hành chính
Parang được chia ra 24 barangay.
| - Gadungan - Gumagadong Calawag - Guiday - Landasan (Sarmiento) - Limbayan - Bongo Island (Litayen) - Magsaysay - Making - Nituan - Orandang - Pinantao - Poblacion | - Polloc - Tagudtongan - Tuca-Maror - Manion - Macasandag - Cotongan - Poblacion II - Samberen - Kabuan - Campo Islam - Macarimbang - Gadunganpedpandaran |